# Kaple svatého Jana Nepomuckého (Havlovice)
Kaple svatého Jana Nepomuckého je římskokatolická kaple v Havlovicích. Je ve vlastnictví úpické farnosti. Svatý Jan Nepomucký je i patronem obce Havlovice.

## Historie
Kaple byla postavena v roce 1934 na pozemku Jakuba Kábrta z čp. 5. Nahradila jednoduchou dřevěnou zvoničku z roku 1923, která stála na pozemku Josefa Krále z čp. 13 v lokalitě Na Vřese (zvané také Na Zvonečku). V roce 1994 byla kaple opravena a byl do ní zavěšen nový zvon o váze 53 kg ze zvonařské dílny v Brodku u Přerova.

## Interiér
Oltář sv. Jana Nepomuckého byl přivezen v roce 1934, prý z neznámého kostela, pak by mohl být i ze 2. poloviny 19. století, avšak je pravděpodobnější, že byl vyroben pro tuto kapli v době její stavby. Obraz sv. Jana Nepomuckého na oltář daroval pan děkan Vojtěch z Úpice. Na evangelijní straně oltáře je socha sv. Josefa. Na epištolní straně stojí dřevořezba karmelitky svaté Terezie od Dítěte Ježíše. Obě sochy patrně vyrobila firma Břetislav Kafka v Červeném Kostelci v 30. létech 20. století, jsou darem pana katechety Janíčka a příspěvkem Josefa a Terezie Švábových.